# عدد لابلاس
عدد لابلاس (بالإنجليزي: Laplace number) كمية لابعدية تصف تدفق سطحي حر للموائع , وهو النسبة بين التوتر السطحي وزخم الانتقال (خاصية الاضطراب) في المائع , تعطى بالعلاقة التالية :
{\displaystyle La=Su={\frac {\sigma \rho L}{\mu ^{2}}}\,}
حيث أن:
- σ توتر سطحي
- ρ كثافة
- L طول
- μ لزوجة

يرتبط عدد لابلاس مع عدد رينولد وعدد ويبر من خلال العلاقة التالية
{\displaystyle La={\frac {Re^{2}}{We}}\,}